# Tenedos microlaminatus
Tenedos microlaminatus là một loài nhện trong họ Zodariidae.
Loài này thuộc chi Tenedos. Tenedos microlaminatus được Rudy Jocqué & Léon Baert miêu tả năm 2002.